# Nationaal park Badgingarra
Nationaal park Badgingarra is een nationaal park in de regio Wheatbelt in West-Australië. Het ligt ongeveer 190 kilometer ten noorden van Perth, nabij het plaatsje Badgingarra aan de Brand Highway. Het park staat vooral bekend om zijn diversiteit aan inheemse wilde bloemen.

## Geschiedenis
De Juat Nyungah Aborigines waren de oorspronkelijke bewoners van de streek.
De gebroeders Augustus Charles en Francis Thomas Gregory waren de eerste Europeanen die door de streek trokken in 1848, gevolgd door Alexander Forrest die in 1877 de Badgingarra Pool vermeldde. De naam Badgingarra is afgeleid van een aborigineswoord dat "water aan de suikereucalyptus" betekent. William McNamara begon er in 1894 een paardenfokkerij maar de streek bleef verder onontgonnen waardoor er nu nog grote gebieden met inheemse begroeiing te vinden zijn.
Landbouw in de streek werd pas mogelijk dankzij het gebruik van superfosfaat, sporenelementen en onderaardse klaver. George Lang was in 1948 de eerste die het landbouwpotentieel van de streek inzag. Lang was ook begaan met de instandhouding van het wilde bloemenbestand.
In 1973 werd het nationaal park Badgingarra gesticht.

## Iain Wilson Nature Trail
Het wandelpad begint aan het tankstation van Badgingarra langs de Brand Highway en is een kilometer lang. Men kan er een anderhalve kilometer lange omweg naar een uitkijkpunt bij nemen. Daarna wandelt men over hetzelfde pad terug. De beste periode om wilde bloemen te bekijken is van augustus tot november. Het pad loopt door een vrij ruig landschap en bevat enkele steile heuvels.

## Fauna en flora
Men kan in het park, op de laterieten heuvels, in de zanderige valleien en langs de Mullering Brook, onder meer onderstaande dieren en planten waarnemen:

### Fauna
- emoes
- trappen
- wigstaartarenden
- verscheidene soorten reptielen
- westelijke grijze reuzenkangoeroes

### Flora
- de groene en zwarte kangaroo paw
- Thelymitra pulcherrima (En:Northern Queen of Sheba)
- Conospermum (En:smokebushes)
- Banksia met onder meer verscheidene soorten Dryandra
- Verticordia
- twee soorten grasbomen
- Eucalyptus pendens (En:Badgingarra weeping mallee)
- Hakea flabellifolia
- Strangea cynanchicarpa
- Hakea
- Grevillea

De begroeiing in het nationaal park wordt bedreigd door wortelrot (En:Dieback).

## Klimaat
De streek kent een mediterraan klimaat.

## Galerij

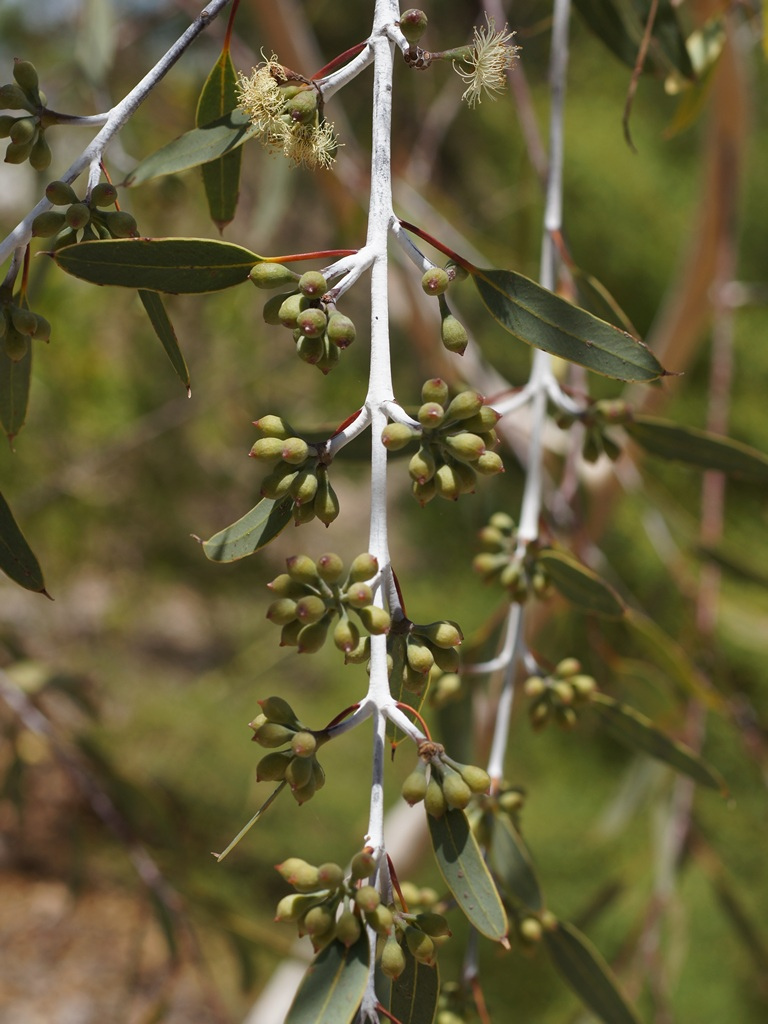
Badgingarra Mallee
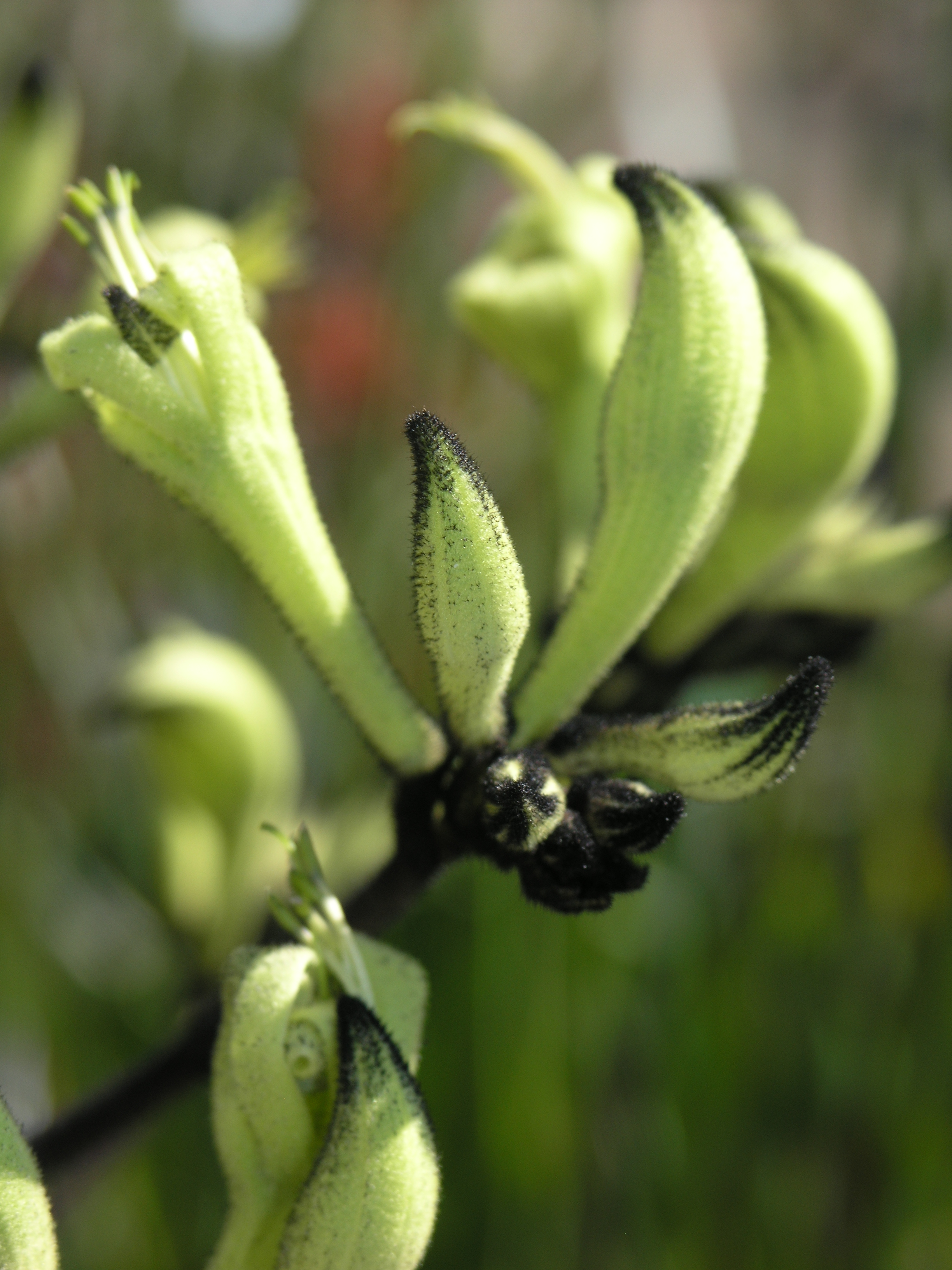
Black Kangaroo Paw
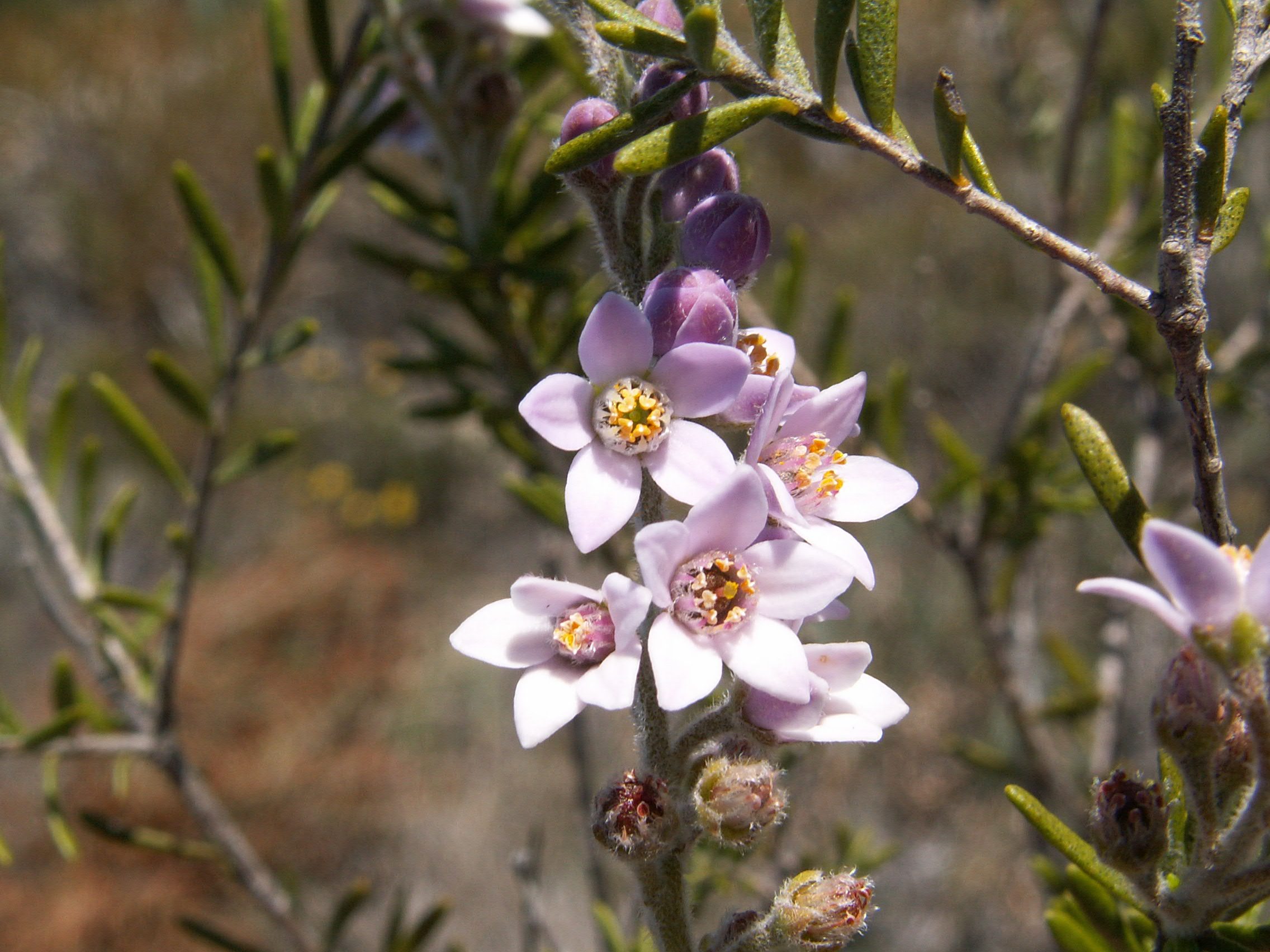
Crowea angustifolia
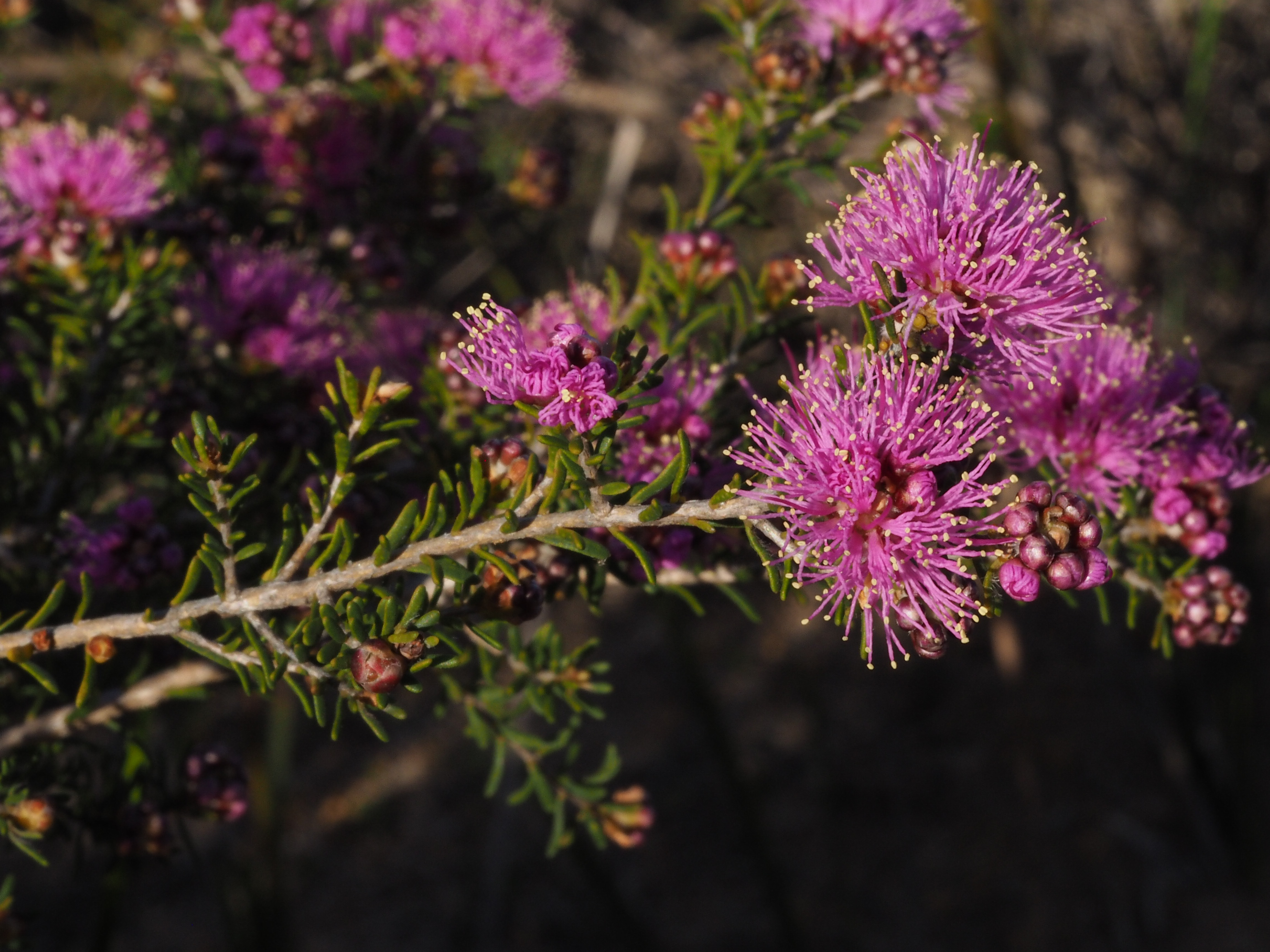
Melaleuca seriata
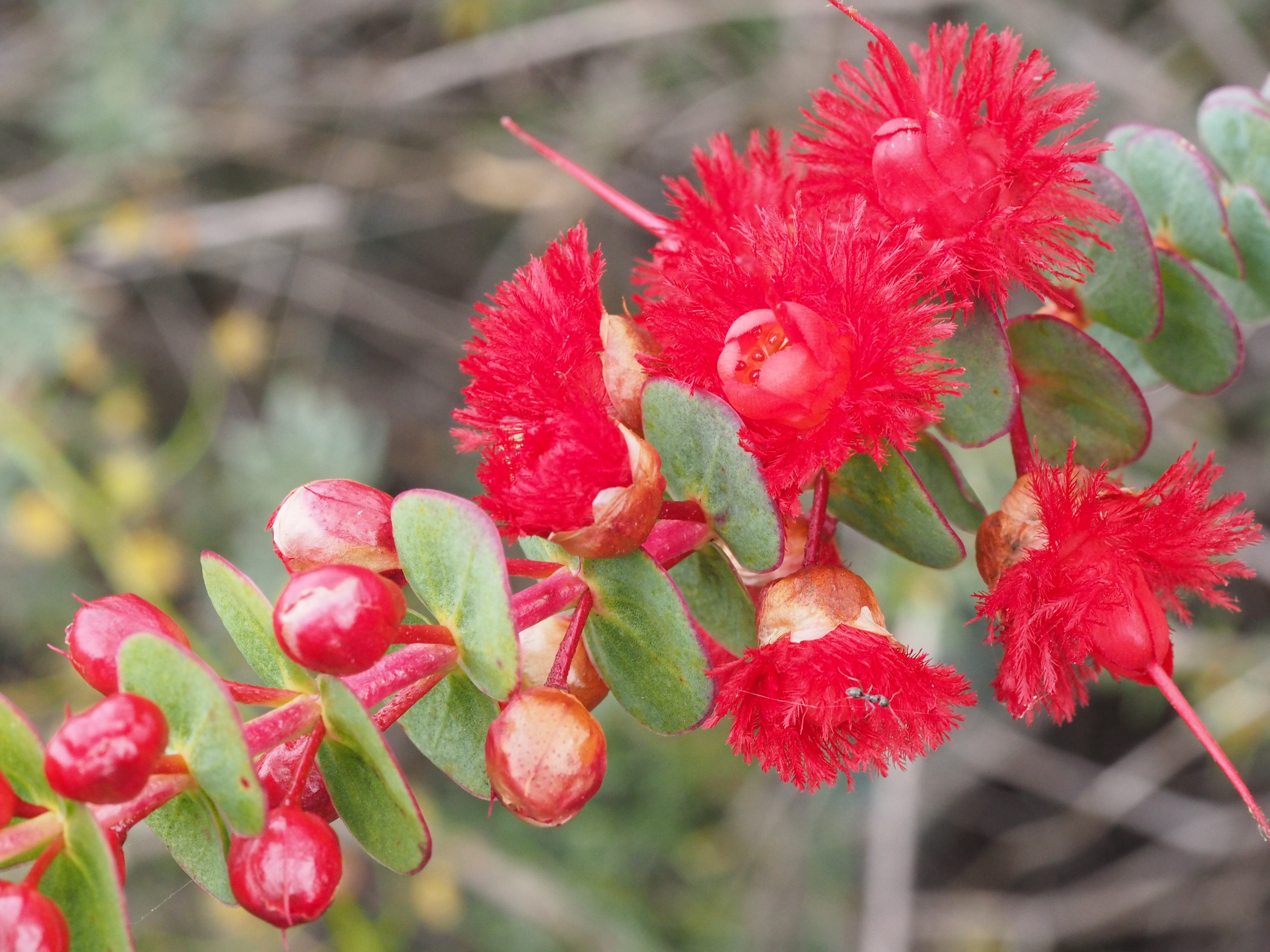
Verticordia grandis
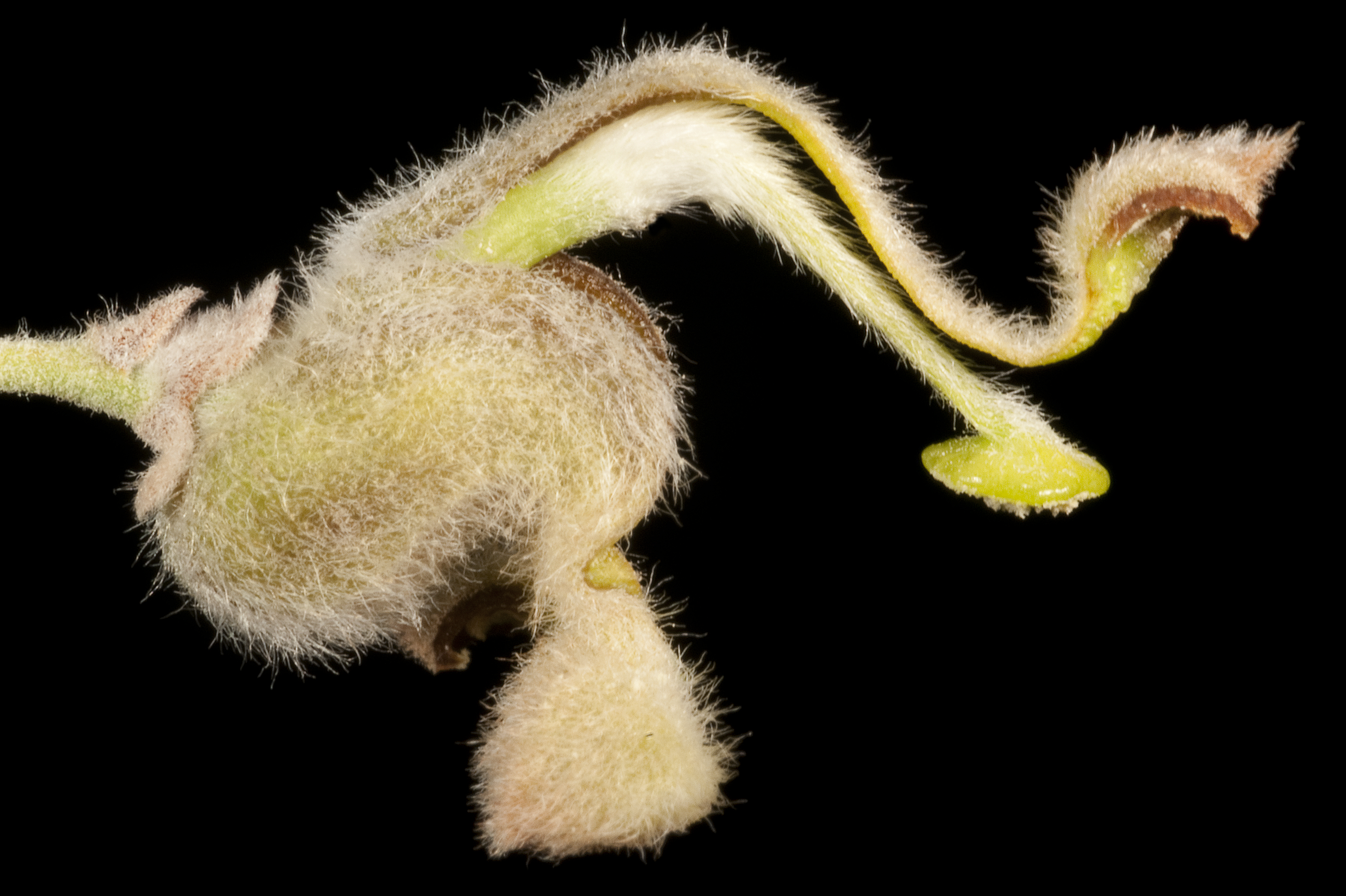
Strangea cynanchicarpa
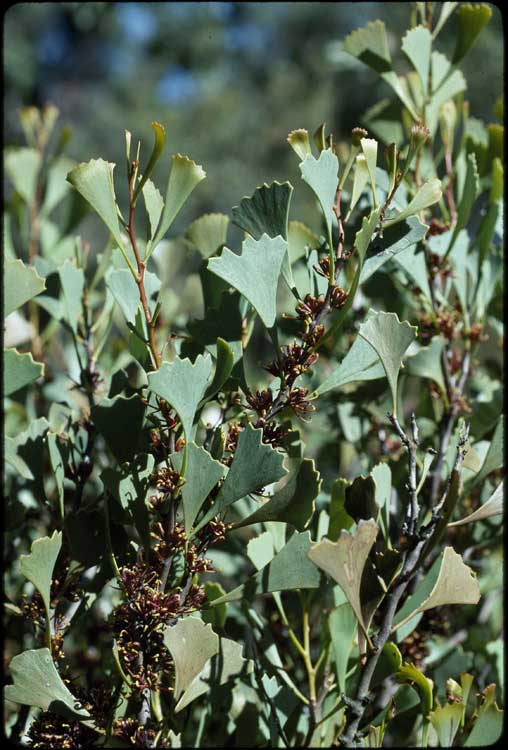
Hakea flabelliflora

Alexander Morrison · 
Avon Valley · 
Badgingarra · 
Bandiln͟gan (Windjana Gorge) · 
Beelu · 
Boorabbin · 
Brockman · 
Cape Arid · 
Cape Le Grand · 
Cape Range · 
Cliff Spackman · 
Collier Range · 
Dan͟ggu · 
D'Entrecasteaux · 
Dimalurru (Tunnel Creek) · 
Drovers Cave · 
Drysdale River · 
Eucla · 
Fitzgerald River · 
Francois Peron · 
Frank Hann · 
Gloucester · 
Goldfields Woodlands · 
Goongarrie · 
Gooseberry Hill · 
Greater Beedelup · 
Greenmount · 
Hassell · 
Hidden Valley · 
John Forrest · 
Kalamunda · 
Kalbarri · 
Karijini · 
Karlamilyi · 
Kennedy Range · 
Lawley River · 
Leeuwin-Naturaliste · 
Lesmurdie Falls · 
Lesueur · 
Millstream-Chichester · 
Mitchell River · 
Moore River · 
Mount Augustus · 
Mount Frankland · 
Mount Roe-Mount Lindesay · 
Nambung · 
Neerabup · 
Peak Charles · 
Porongurup · 
Purnululu · 
Scott · 
Serpentine · 
Shannon · 
Sir James Mitchell · 
Stirling Range · 
Stokes · 
Tathra · 
Torndirrup · 
Tuart Forest · 
Unnamed (Nr. 17519) · 
Unnamed (Nr. 46400) · 
Walpole-Nornalup · 
Walyunga · 
Warren · 
Watheroo · 
Waychinicup · 
Wellington · 
West Cape Howe · 
William Bay · 
Wolfe Creek Meteorite Crater · 
Yalgorup · 
Yanchep
Overzicht Nationale parken in:
 Australië · New South Wales · Noordelijk Territorium · Queensland · Zuid-Australië · Tasmanië · Victoria · West-Australië